# Pol Belardi

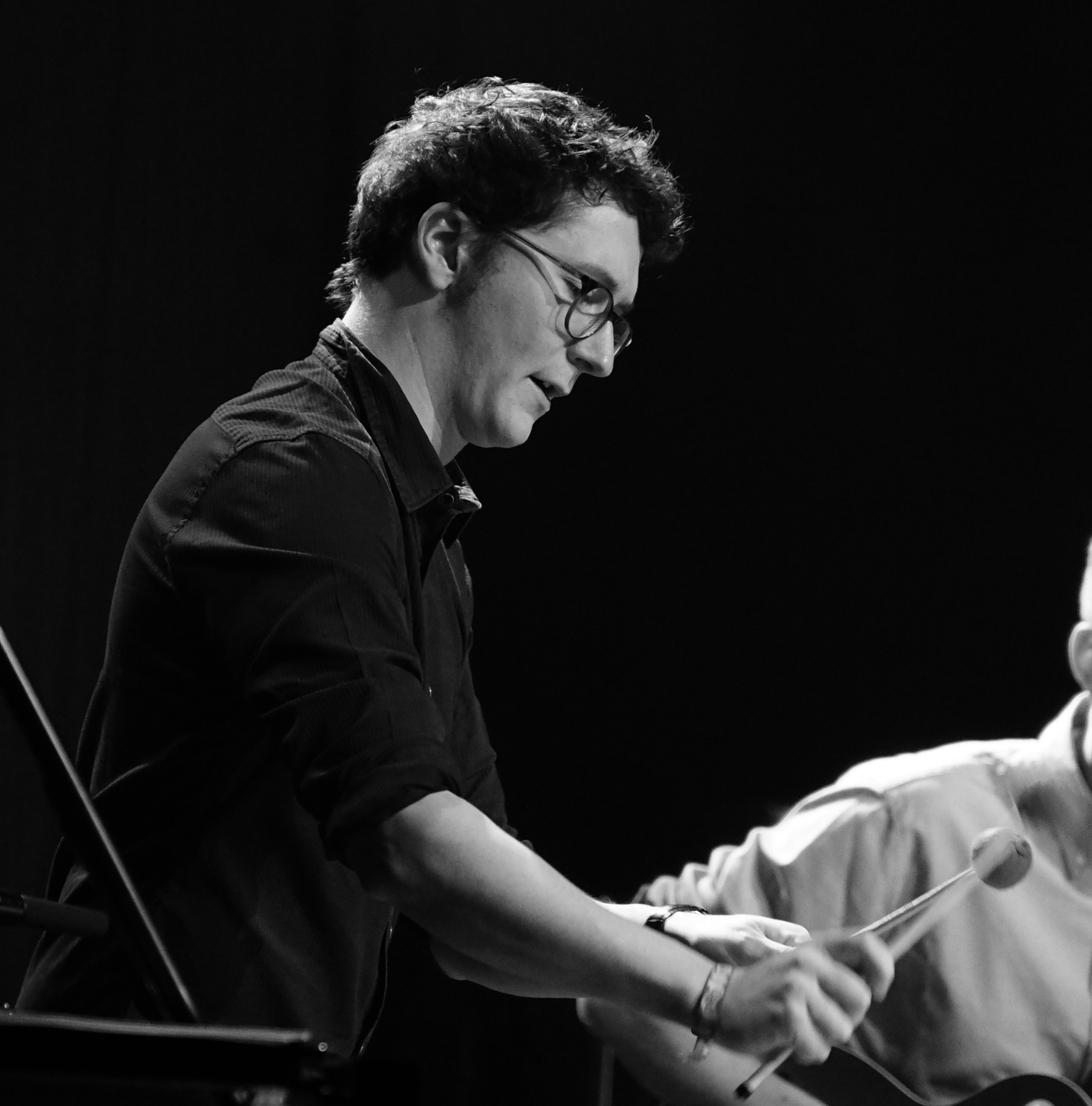
Pol Belardi (2019)

Pol Belardi (* 24. April 1989 in Esch/Alzette) ist ein luxemburgischer Jazz- und Fusionmusiker (E-Bass, auch Klavier, Perkussion, Komposition).

## Leben und Wirken
Belardi, der bereits als kleines Kind die Musikinstrumente seines Elternhauses ausprobierte, erhielt ab dem Alter von sieben Jahren eine umfassende musikalische Ausbildung am Konservatorium seines Geburtsortes (unter anderem Schlagzeug, Klavier, Kontrabass,  Harmonielehre und Komposition); auch spielte er im örtlichen Harmonieorchester und der Blaskapelle.
Zwischen 2006 und 2008 studierte Belardi unter anderem Jazz am Conservatoire de Luxembourg; er begann sich auch für Rock- sowie elektronische und experimentelle Musik zu interessieren. Anschließend setzte er seine musikalische Ausbildung als Jazzmusiker am Königlichen Konservatorium Brüssel (bei Eric Legnini und Michel Hatzigeorgiou) fort, um 2011 mit dem Bachelor abzuschließen. Bis 2014 absolvierte er dann als Bassgitarrist den Masterstudiengang am Conservatorium van Amsterdam (bei Theo de Jong und David de Marez Oyens) mit der Note cum laude.
Bereits während seines Studiums betrieb er schon seine Jazzband Pol Belardi’s Force (die 2012, noch als 4S, ein erstes Album veröffentlichte), für die er auch komponierte. Daneben leitete er in Amsterdam das Kollektiv Urban Voyage, das 2016 ein erstes Album vorlegte, und das Electro-Groove-Trio DillenDub. Weiterhin begleitete er Pascal Schumacher, Charlotte Haesen, Riaz Khabirpour, Claire Parsons und in der Band MetroMara Mara Minjoli, mit denen er auch auf CDs zu hören ist. Zudem trat er in der Neo-Fusion-Band Little Known Facts auf. Konzerte gab er nicht nur in Mitteleuropa und Frankreich, sondern auch in Portugal, Italien, Dänemark, Griechenland, Nordamerika, China und Japan.
Als Komponist schrieb er Werke in verschiedenen Genres und für unterschiedliche Besetzungen vom Trio bis zur Big Band.

## Preise und Auszeichnungen
Belardi wurde 2012 vom Rotary Club Esch-sur-Alzette mit dem Musikpreis in der Kategorie des Superior-Preises ausgezeichnet. Im selben Jahr gewann The Unrevealed Society mit seinen Kompositionen den XL-Jazz Wettbewerb in Brüssel und dem Young Jazz Talent Gent. Mit dem Trios der Pianistin Floris Kappeyne gewann er den Prinses Christina Jazz Concours in Amsterdam und trat in der TV-Show Vrije Geluiden auf. Gleichfalls 2012 gewann seine Komposition Spring den Wettbewerb des Orchestre National de Jazz Luxembourg. 2013 repräsentierte er Luxemburg im europäischen Projekt Criss Cross Europe. Im 2014 gewann sein Urban Travel Projekt den Wettbewerb The Records der niederländischen Stiftung Keep an Eye. Im selben Jahr erhielt er den Preis der Luxemburger Stiftung zur Förderung junger Künstler.

## Diskographische Hinweise
- 4S: Delusions of Grandeur (Emme, 2014)
- Urban Voyage (Unit Records 2016, mit Mara Minjoli, Natanael Ramos Garcia, Efe Erdem, Itai Weissman, Fernando Sanchez, Pit Dahm, Eran Har Even, Loran Witteveen, Jérôme Klein, Jeroen Batterink)
- Pol Belardis Force Creation/Evolution (Challenge Records 2017)
- Organic Machines (Cristal Records 2019)[2]